# Schistostoma mongolica
Schistostoma mongolica är en tvåvingeart som beskrevs av Igor Shamshev 1991. Schistostoma mongolica ingår i släktet Schistostoma och familjen styltflugor.
Artens utbredningsområde är Mongoliet. Inga underarter finns listade i Catalogue of Life.